# Döbeln (huyện)
Döbeln là một huyện cũ in Bang tự do Sachsen, Đức. Các huyện giáp ranh (từ phía bắc theo chiều kim đồng hồ) là: các huyện Torgau-Oschatz, Riesa-Großenhain, Meißen, Mittweida và Muldentalkreis.

## Lịch sử
Huyện với ranh giới như ngày nay được lập năm 1952 khi chính phủ Đông Đức lập các huyện mới. Tháng 8 năm 2008, trong cuộc cải cách các huyện ở Saxony, các huyện Döbeln, Freiberg and Mittweida được sáp nhập vào huyện mới Mittelsachsen.

## Địa lý
Huyện nằm ở hai bên bờ sông Freiberger Mulde trong tam giác giữa các thành phố Dresden, Leipzig và Chemnitz.

## Các thị xã và đô thị
| Thị xã                                                | Đô thị |
| ----------------------------------------------------- | --- |
| 1. Döbeln 2. Hartha 3. Leisnig 4. Roßwein 5. Waldheim | 1. Bockelwitz 2. Ebersbach 3. Großweitzschen 4. Mochau 5. Niederstriegis 6. Ostrau 7. Ziegra-Knobelsdorf 8. Zschaitz-Ottewig |